# Tephrodornis pondicerianus
L'averla boschereccia comune (Tephrodornis pondicerianus (J.F.Gmelin, 1789)) è un uccello passeriforme della famiglia dei Vangidi.

## Distribuzione e habitat
La specie è diffusa nel subcontinente indiano (Bangladesh, Bhutan, India, Nepal e Pakistan) e nel sud-est asiatico (Cambogia, Laos, Myanmar, Thailandia e Vietnam).